# Lee Lorch
Lee Lorch   (Nova York, 20 de setembre de 1915 - Toronto, 28 de febrer de 2014) va ser un matemàtic estatunidenc.

## Vida i Obra
Lorch va néixer a la ciutat de Nova York el 1915, on va ser escolaritzat. Es va graduar a la universitat Cornell el 1935 i va fer el seu treball de postgrau a la universitat de Cincinnati, obtenint el seu doctorat el 1941. Com que el 1941 els Estats Units havien entrat a la Segona Guerra Mundial, Lorch es va posar a treballar al Comité Consultiu Nacional d'Aeronàutica i, a partir de 1943, es va unir a la Força Aèria de l'exèrcit nord-americà essent destinat un any a l'Índia i sis mesos a Okinawa (Japó). El 1943 s'havia casat amb Grace Lonergan que era mestra i també estava involucrada en activitats polítiques i sindicals d'esquerres, com el propi Lorch.
El 1946, en retornar als Estats Units, va ser professor al City College de Nova York, però el 1949 va ser acomiadat per haver protagonitzat una protesta antiracista al seu barri de Stuyvesant Town a Manhattan, llogant la seva casa a una família de negres que, immediatament, es van convertir en el focus de les ires de tots els veïns. El curs següent va ser professor de la Universitat Estatal de Pennsilvània que no li va renovar el contracte pels mateixos motius. Des de 1950 fins a 1955 va ser professor de la universitat Fisk de Nashville (Tennessee). També en va ser acomiadat, perquè va considerar que, en aplicació de les sentències del Tribunal Suprem que consideraven inconstitucional la segregació racial a l'ensenyament, podia portar a la seva filla a l'escola més propera de casa seva (que era de negres) originant, així, un conflicte racista "invers", però el seu compromís contra la segregació era total. Durant aquests anys també va tenir conflictes amb el Comitè d'Activitats Antiamericanes que l'acusava d'haver sigut membre del Partit Comunista dels Estats Units d'Amèrica.
El 1955 va trobar feina al Philander Smith College, una petita escola superior de negres a Little Rock, Arkansas, on es va afiliar a la NAACP i on la seva família va ser objecte de l'assetjament de la població blanca i de les autoritats locals, per les seves reivindicacions contra la segregació. Finalment, veient que les seves possibilitats laborals als Estats Units eren escasses, se'n va anar al Canadà on va ser professor de la universitat d'Alberta (1959-1968) i de la universitat York de Toronto, des de la seva fundació el 1968 fins que es va jubilar el 1985.
L'any 2007 va rebre el premi Gung-Hu per serveis distingits a les matemàtiques atorgat per la Mathematical Association of America, per les seves contribucions de tota la vida a les matemàtiques, per la seva contínua dedicació a la inclusió, l'equitat i els drets humans dels matemàtics i, especialment, per la seva profunda influència en la vida de les minories i les dones matemàtiques que s'han beneficiat dels seus esforços.